# Cheshire (мини-альбом)
Cheshire (с англ. — «Чешир») — шестой мини-альбом южнокорейской женской группы Itzy, выпущенный 30 ноября 2022 года на лейблах JYP Entertainment, Republic Records и Dreamus. Состоит из четырёх песен, в том числе ведущего сингла «Boys Like You» и одноимённого с альбомом заглавного сингла «Cheshire». Пластинка достигла широкого коммерческого успеха, дебютировав на первой строчке корейского Circle Chart, став пятым чарттоппером Itzy.

## Подготовка, релиз и продвижение
5 октября 2022 года группа Itzy подготовилась к азиатскому туру, выпустив японский сингл «Blah Blah Blah». 13 октября 2021 года прошла церемония Asia Artist Awards в японском (Нагоя) Nippon Gaishi Hall, на котором группа Itzy получила награды Asian Celebrity Award (с англ. — «Знаменитость Азии») и Best Artist Award (с англ. — «Лучший артист»). Тогда же в СМИ стали появляться слухи о том, что девушки собираются вернуться уже в этом году с новым мини-альбомом после выпущенного ранее Checkmate. 21 октября 2022 года, в 13:00 по корейскому времени, вышел первый клип на ведущий сингл, полностью исполненный на английском языке и получивший название «Boys Like You». До него на YouTube-канале JYP вышло два тизера к будущему треку. Авторами композиции выступили шведские композиторы, ранее написавшие трек «Sneakers», заглавный сингл предыдущего альбома, братья Тодд, Дидрик и Себастиан. 26 числа девушки выступили с концертом в Лос-Анджелесе.
8 ноября 2022 года, в полночь, JYP Entertainment объявили о том, что возвращение с новым альбомом состоится в последний день месяца и выложили график последующих релизов и выступлений. 9 ноября на YouTube-канале JYP появился концептуальный тизер, связанный с альбомом, с 10 по 15 число выходили концептуальные фото, связанные с релизом. Выпуск альбома в компании приурочили ко времени вручения наград на Mnet Asian Music Awards, что проходило в 18:00 по корейскому времени. 24 октября на официальных площадках, связанных с группой, появился треклист будущего альбома, рассказавший о том, что он будет состоять из 4 песен, среди которых ранее выпущенная «Boys Like You», одноимённый с альбомом сингл «Cheshire», а также ещё две композиции, «Snowy» и «Freaky». На следующий день, снова в полночь, на YouTube появился видеотизер будущего клипа на «Cheshire». 28 и 29 ноября появились новые тизеры для сингла. Альбом появился на музыкальных площадках 30 ноября 2022 года в 18:00 по Корее. Тогда же на YouTube появился и видеоклип на заглавную композицию.

## Композиции
Сингл «Boys Like You» стал первой англоязычной оригинальной песней группы. Она выполнена в жанре поп-панк и начинается с басовой партии, к которой затем подключается синтезатор. В текстовом плане она описывает чувства, которые вызваны вынужденным расставанием с долгим партнёром, который, как оказалось, совершенно никогда не подходил девушке. В клипе на данную песню действие происходит на Хэллоуине, где участницы группы встречаются с «таинственным рыцарем». Но чем дальше действие движется по сюжету, тем яснее становится, что этот человек вовсе не рыцарь, а обычный человек, и очарование проходит. Вместо парня девушки выбирают более ценную дружбу и покидают вечеринку.
Заглавный сингл «Cheshire» представляет собой полную противоположность заглавного сингла предыдущего альбома. Если последний был более «захватывающим», то этот в плане музыкальной составляющей заигрывает с простотой и нежностью. Он вдохновлён загадочностью Чешира, но при этом звучит просто и легко. Басовая мелодия выполнена в стиле фанк, а в припеве больше электронной музыки. В лирическом плане композиция отошла от прямого отношения к любви и отношениям, как это было в предыдущих композициях Itzy, вместо этого склоняясь к тому, чтобы представлять героинь как роковых красоток, которыми, тем не менее, «движет лишь озорство, а не гнусные намерения», как и Чеширом, который в первую очередь развлекается. Клип на этот сингл стал восьмой работой Itzy, преодолевшей отметку в 100 миллионов просмотров.
Находящиеся на стороне «Б» треки «Snowy» и «Freaky» отличаются от остальных работ. В первой семплируется классическая музыка (композиция «К Элизе» Людвига ван Бетховена), что является отличительной чертой многих популярных K-pop композиций 2022 года. Песня погружает своего слушателя в атмосферу темноты и тревоги, а знакомая классическая музыка лишь немного разбавляется «имитирующим колокольчики» синтезатором. Во «Freaky» же, записанной в RnB стиле, наиболее выделяется голос вокалистки Лии. Он является более простым и непринуждённым, разбавляя идущие перед ним «Snowy» и «Cheshire».

## Критика
| Оценки критиков | Оценки критиков |
| Источник        | Оценка          |
| --------------- | --------------- |
| IZM             | (сингл)         |
| NME             | (альбом)        |

Рецензент южнокорейского музыкального электронного журнала IZM Лим Донгюп оценил заглавный сингл мини-альбома «Cheshire» в 2,5 звезды из пяти. Он описал вступление песни как «навязчивую мелодию», но при этом достаточно слабую и унылую. Журналист писал, что энергетика припева лишь невыгодно подчёркивает общее однообразие остальной части композиции. Но при этом рецензент положительно оценил вокал композиции, который, по его словам, значительно поменялся и вырос по сравнению с предыдущими работами Itzy, поскольку ранее группа делала упор на затягивающую музыку. В то же время здесь вокал именно силён и является основной составляющей песни. Лим Донгюп оценил это как положительное изменение, написав однако, что общая унылость мелодии не даёт возможность получить желание послушать песню целиком.
Журналистка New Musical Express Йео Гладис, оценившая альбом в 3 звезды из пяти, писала, что с ним группа смогла преодолеть свой застой из спорных работ и найти собственный стиль спустя четыре года после дебюта. Заглавный трек она назвала «шикарным». В отличие от предыдущего рецензента, Йео положительно оценила «приглушённое» и «унылое» звучание, описав его как «мрачную атмосферу», но при этом согласилась с Донгюлом, что именно вокал является самой сильной стороной композиции. Также она положительно отнеслась к цепляющей мелодии и сильному припеву. Вступительную «ла-ла-ла» мелодию, как и предыдущий рецензент, Йео назвала заедающей и цепляющей. Однако при этом она писала, что припев оказался излишне высоким и что он лучше бы звучал, если бы был на тон ниже. Трек «Boys Like You» же журналистка посчитала неподходящим альбому и сбивающим с того ритма, что задал «Cheshire», со слишком простой и детской лирикой. В то же время остальные треки, по её словам, выравнивают альбом до хорошего уровня. «Snowy» Йео посчитала одной из лучших работ из располагающихся на стороне «Б» за всю историю группы наряду с такими композициями как «Shoot!» или «Racer». По её мнению, эта песня является очень атмосферной и мрачной, и она легко могла бы стать саундтреком к новому «Кошмару перед Рождеством». Последний би-сайд трек «Freaky» Йео посчитала простым и минималистичным, в котором лирика от Рюджин гораздо проще и лучше передаёт суть, чем в «Boys Like You». В заключение журналистка написала, что в альбоме она видит немного недостатков, но они «бросаются в глаза» и сильно влияют на общую оценку. Но в целом журналистка отметила, что альбом звучит существенно лучше остальных последних работ группы, и она стала ближе к нахождению своего стиля.

## Список композиций
| №                   | Название            | Текст песни                                       | Музыка                                                     | Длительность |
| ------------------- | ------------------- | ------------------------------------------------- | ---------------------------------------------------------- | ------------ |
| 1.                  | «Cheshire»          | 153/Joombas                                       | Тимоти Тан • Киара Мускэт • 153/Joombas • Джастин Ранштайн | 3:02         |
| 2.                  | «Snowy»             | Jam Factory                                       | Стиан Олсен • Джулия Финнсетер • Пауло Солбо               | 2:53         |
| 3.                  | «Freaky»            | Jam Factory                                       | Якоб Андерссон • Молли Розеншторм                          | 2:55         |
| 4.                  | «Boys Like You»     | 153/Joombas • Munv • Дидрик Тодд • Себастиан Тодд | Дидрик Тодд • Себастиан Тодд                               | 3:43         |
| Общая длительность: | Общая длительность: | Общая длительность:                               | Общая длительность:                                        | 12:33        |

## Чарты
| Название (2022)                                | Высшая позиция |
| ---------------------------------------------- | -------------- |
| Япония (Oricon)                                | 10             |
| Япония, Japanese Combined Albums (Oricon)      | 13             |
| Япония, Japanese Hot Albums (Billboard Japan)  | 39             |
| Республика Корея, South Korean Albums (Circle) | 1              |
| США (Billboard 200)                            | 25             |
| США (Billboard World Albums)                   | 2              |

| Чарт (2022)                  | Высшая позиция |
| ---------------------------- | -------------- |
| South Korean Albums (Circle) | 1              |

| Чарт (2022)                   | Высшая позиция |
| ----------------------------- | -------------- |
| K-pop Albums. Fisical version | 21             |

## История релиза
| Регион           | Дата                | Формат                     | Лейбл                                     |
| ---------------- | ------------------- | -------------------------- | ----------------------------------------- |
| Республика Корея | 30 ноября 2022 года | CD                         | JYP Entertainment Republic Records Dremus |
| Мир              | 30 ноября 2022 года | Цифровая загрузка/Стриминг | JYP Entertainment Republic Records Dremus |